# Josef Kubát
Josef Kubát (20. září 1904 Úsobí-Kosovy – 5. prosince 1960 Praha) byl český a československý politik Československé sociální demokracie a poválečný poslanec Prozatímního a Ústavodárného Národního shromáždění.

## Biografie
Narodil ze ve sklářské rodině. Vystudoval na obchodní akademii v Kolíně. Už během studia byl členem skupiny socialistických studentů. Od ledna 1920 pak byl členem sociální demokracie. Byl zaměstnán jako účetní v různých firmách. V období let 1928–1931 pak byl úředníkem okresní nemocenské pojišťovny v Poděbradech. V letech 1931–1935 působil jako úředník Středočeské záložny v Kolíně. Od roku 1928 až do roku 1938 byl funkcionářem sociálně demokratické strany, přičemž v letech 1928–1931 zastával funkci jednatele jejího okresního výkonného výboru v Poděbradech.-Za druhé republiky byl členem Národní strany práce. Od roku 1929 byl aktivní i v odborovém hnutí. V letech 1935–1939 byl funkcionářem Jednotného svazu soukromých zaměstnanců.
Za okupace pracoval v letech 1939–1941 na postu hospodářského a personálního ředitele Jednoty soukromých zaměstnanců obchodu. Potom v letech 1941–1942 patřil mezi členy Národní odborové ústředny zaměstnanecké a zasedal v představenstvu nakladatelství Družstevní práce. Roku 1942 byl krátce vězněn. V letech 1943–1944 byl pomocným dělníkem na budování Štěchovické přehrady. Podílel se na protinacistickém odboji. V letech 1941–1942 spolupracoval s Vladislavem Vančurou. Od roku 1943 byl členem ilegálního prezídia Ústřední rady odborů, přičemž v letech 1943–1944 vyhotovil první program a strukturu Revolučního odborového hnutí). Od roku 1944 žil v ilegalitě. Od dubna do května 1945 byl generálním tajemníkem České národní rady, která byla založena v jeho bytě. Patřil mezi hlavní postavy květnového povstání.
Po osvobození se naplno zapojil do politického života. Od května do října roku 1945 zastával funkci prvního místopředsedy Zemského národního výboru v Čechách. V období let 1945–1948 byl rovněž členem prezídia Ústřední rady odborů a ředitelem tiskových podniků Revolučního odborového hnutí. Také působil jako člen ústředního výkonného výboru Československé sociální demokracie. V letech 1945-1946 byl poslancem Prozatímního Národního shromáždění za ČSSD, respektive jako delegát Ústřední rady odborů. Po parlamentních volbách v roce 1946 se stal poslancem Ústavodárného Národního shromáždění, kde zasedal do parlamentních voleb roku 1948.
V poválečném období byl funkcionářem Svazu národní revoluce a místopředsedou obnovené Společnosti přátel demokratického Španělska. V rámci ČSSD podporoval nezávislý postup a odmítal prokomunistický směr Zdeňka Fierlingera. Po únorovém převratu byl zbaven politických funkcí a propuštěn ze zaměstnání. Přestěhoval se do obce Smrčná-Hutě u Jihlavy, kde pracoval jako malozemědělec. V letech 1950–1953 byl ve vězení za rozšiřování protistátních letáků.